# Brian Doherty
Brian Doherty (Brooklyn, Estados Unidos, 1 de junio de 1968) es el editor principal de la revista Reason. Es autor de This is Burning Man (Little, Brown, 2004), Radicals for Capitalism: A Freewheeling History of the Modern American Libertarian Movement (PublicAffairs, 2007) y Gun Control on Trial: Inside the Supreme Court Battle Over the Second Amendment (Cato Institute, 2008). 
Antes de trabajar en el Cato Institute a inicios de los 90, sirvió como pasante para la revista Liberty, y escribía sobre música y cultura popular en The Independent Florida Alligator. Como estudiante en la Universidad de Florida tocó el bajo en algunas bandas de punk rock. Fundó Cherry Smash Records in 1993.
Doherty es abstencionista "de principios" y apoya el anarquismo capitalista.